# Gordon P. Saville
Gordon Philip Saville (14 de septiembre de 1902 – 31 de enero de 1984) fue un general de la Fuerza Aérea de los Estados Unidos quien fue la máxima autoridad en la defensa aérea de Estados Unidos desde 1940 hasta 1952.  Con su manera contundente y directa, Saville fue un defensor claro de la aviación táctica en los años 30 en contra de una hermandad de aviadores quienes promovieron el bombardeo estratégico. 
Saville fue el sucesor de Claire L. Chennault como líder táctico de aviones de combate de Estados Unidos. Con Benjamin S. Kelsey, Saville coescribió las especificaciones tácticas que condujeron a los aviones de guerra, el Lockheed P-38 Lightning y el Bell P-39 Airacobra. En 1949, Saville seleccionó el North American F-86 Sabre como el principal avión de guerra de los Estados Unidos, y en 1950, aprobó un sistema de misiles guiados aire-aire que sería llevado a bordo del supersónico "The 1954 interceptor", el misil producido fue el AIM-4 Falcon. 
Saville fue un líder de mente técnica y científica que ayudó a desarrollar matemáticas avanzadas para la investigación de operaciones y además sistemas de computadora para una coordinación centralizada de la defensa aérea. Abogó por la expansión de las instalaciones de radar para crear una red de defensa aérea ininterrumpida. Asimismo, exploró el concepto de un avión militar diseñado en torno a un sistema electrónico de control de tiro integrado construido por varios subcontratistas. Después de retirarse del ejército, Saville trabajó en la industria de defensa.

## Carrera temprana
Gordon Philip Saville nació en Macon, Georgia, el 14 de septiembre de 1902. Su padre, un oficial regular del ejército, impulsó al hermano mayor de Saville para inscribirse en la Academia Militar de los Estados Unidos en West Point, e incitó a Saville para aceptar un cargo en la Academia Naval de los Estados Unidos. Pero Saville quería volar, así que rechazó las escuelas militares formales.  En cambio, asistió a la Universidad de Washington, Antioch College, y después a la Universidad de California y fue comisionado como teniente segundo en la Reserva del Ejército de los Estados Unidos el 5 de noviembre de 1923, en la infantería, hasta ver servicio activo en agosto de 1924 y agosto de 1925. Durante el servicio de reserva en el Campo Crissy, en San Francisco, Saville vio a los pilotos del Servicio Aéreo del Ejército entrenar en los aviones militares. Se empeñó a que él se uniría a ellos o dejaría el ejército.
Saville se convirtió en un cadete de vuelo en el Servicio Aéreo del Ejército en marzo de 1926, y entró a la escuela de vuelo primario en el Campo Brooks, Texas. Durante ese tiempo su rama de servicio fue en el Cuerpo Aéreo del Ejército de los Estados Unidos (USAAC, por sus siglas en inglés). En septiembre de ese mismo año fue trasladado a la escuela de aviación avanzada en el Campo Kelly, Texas, donde se graduó el 28 de febrero de 1927, ganando una comisión como segundo teniente en la reserva del aire. Fue asignado al Quinto Escuadrón de Observación en el Campo Mitchel, Nueva York, y en junio de 1927, fue nombrado segundo teniente en el cuerpo en el Cuerpo Aéreo del Ejército Regular. En el campo Mitchel, Serville sirvió hábilmente como ayudante del teniente coronel Benjamin Foulois, pero Foulois no estaba contento con las ausencias de Savilles los fines de semana por sus viajes en tren a Connecticut para ver a Ina Isola Hards, su novia. Hards era una graduada de honor del Colegio Wellesley, donde había actuado en obras de teatro y había servido como oficial de la clase. La esposa de Foulois resolvió satisfactoriamente el problema al invitar a la señorita Hards a estar en la casa de los Foulois los fines de semana. Saville se casó con Hards en la Iglesia de Transfiguración en la ciudad de Nueva York en septiembre de 1928; como regalo de bodas, Foulois le concedió a Saville la paetición para regresar al Campo Crissy.
Saville se hizo ayudante en el Campo Crissy en diciembre de 1928. Él y su esposa tuvieron una hija en julio de 1930, Ina Gordon Saville. Después de ese año, Saville fue trasladado al Campo Mather, California, donde fue nombrado como ayudante del campo y del 20th Pursuit Group. Los Savilles recibieron un hijo en octubre de 1931, Edward A. Saville. En 1932, Saville y su familia se trasladaron al Campo Barksdale, Luisiana, junto con el 20th Pursuit Group.

## Tácticas y teoría
Como recomendación de Foulois, Saville entró a la Escuela Táctica del Cuerpo Aéreo (ACTS, por sus siglas en inglés) en el Campo Maxwell, Alabama, en agosto de 1933, Saville se graduó en mayo de 1934,  en lo más alto de su clase, y permaneció en la escuela como intructor en la Sección de Mapas y Fotografías. En ACTS, Saville se unió a Claire L. Chennault en favorecer una estrategia de defensa aérea que dependiera de un fuerte contingente de cazas. Saville argumentaba en contra de la llamada Mafia de los bombarderos; él no creía que las flotas de bombarderos fuesen imparables, y consideraba que una estrecha coordinación entre las unidades de tierra y el poder aéreo táctico era parte clave de la doctrina del ejército. En julio de 1935, con el rango temporal de capitán, fue nombrado registrador del Air Corps Board en el campo Maxwell, además de tener funciones como instructor de aviación de aviones de guerra. Saville sacó un grado del mando independiente del escuadrón de líderes de aviones de guerra, quienes antes podían ignorar instrucciones por radio desde el suelo. 
Respaldados por el general de brigada Henry Conger Pratt, los métodos de control poco populares de Saville probaron su valor, como los controladores de suelo estaban a menudo en posesión de mejor información que los líderes de escuadrón en vuelo.  Desde 1935 hasta 1937, como Chennault fue fácilmente echado por los defensores del bombardero, Sville tomó su lugar como el proponente gran luchador.  Saville evitó el destino de Chennault, absteniéndose de disputar el importante papel del bombardero en operaciones ofensivas. En su opinión, los aviones de combate estaban infravalorados en su labor defensivo.

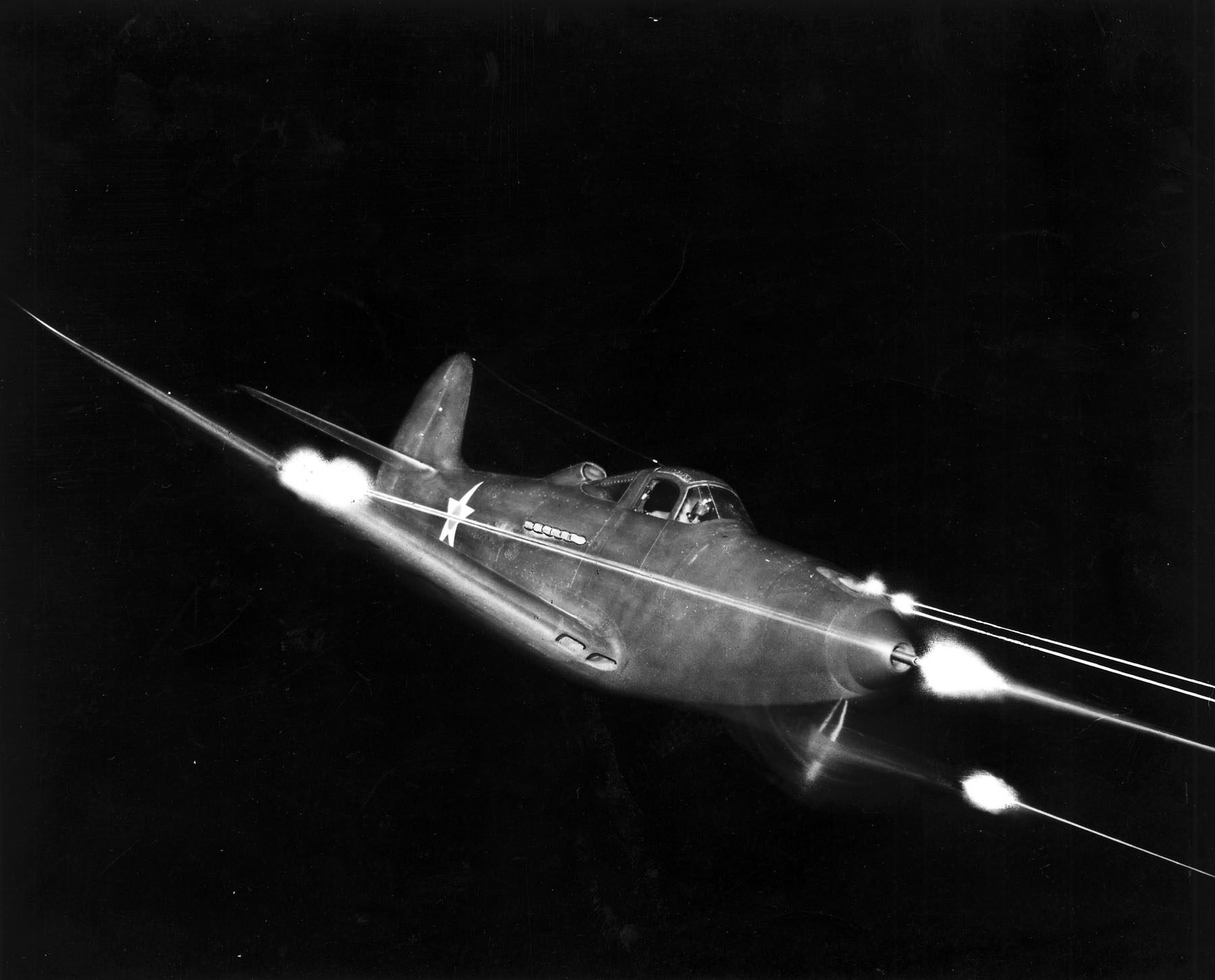
Saville ayudó específicamente con el Bell P-39 Airacobra, diseñado en torno a un cañón automático.

En febrero de 9137, Saville se unió con el teniente Benjamin S. Kelsey, Oficial de Proyectos para los Combatientes en la USAAC, para encontrar una forma de llegar al límite de 500 libras (225 kg) de la USAAC en el peso del armamento de los aviones de combate. Los dos hombres establecieron el término "interceptor", creando así una nueva clasificación para los combatientes del ejército, y no una nueva misión. Publicaron una especificación para dos nuevos combatientes fuertemente armados a través de la Circular Proposal X-608 y la Circular Proposal X-609. Estas fueron las solicitudes para los combatientes que tienen "la misión táctica de interceptación y ataque de aviones de guerra hostiles a alta altitud". Especificaciones requerían de al menos 1,000 libras (450 kg) de armamento pesado, incluyendo un cañón, uno o dos Allison V-1710 enfriados por líquido, cada uno con un Turbocompresor General Electric, un tren de aterrizaje de tres ruedas, una velocidad aérea de al menos 360 mph (579.36 km/h) en la altura y un ascenso de 2,000 pies (609.6 m) en 6 minutos — el conjunto de especificaciones más duras presentadas por la USAAC hasta el momento. Desde estas especificaciones el monomotor de combate fue el P-39 Airacobra de Bell Aircraft, y el bimotor de combate fue el Lockheed P-38 Lightning. El rango de capitán de Saville fue permanente en junio de 1937.

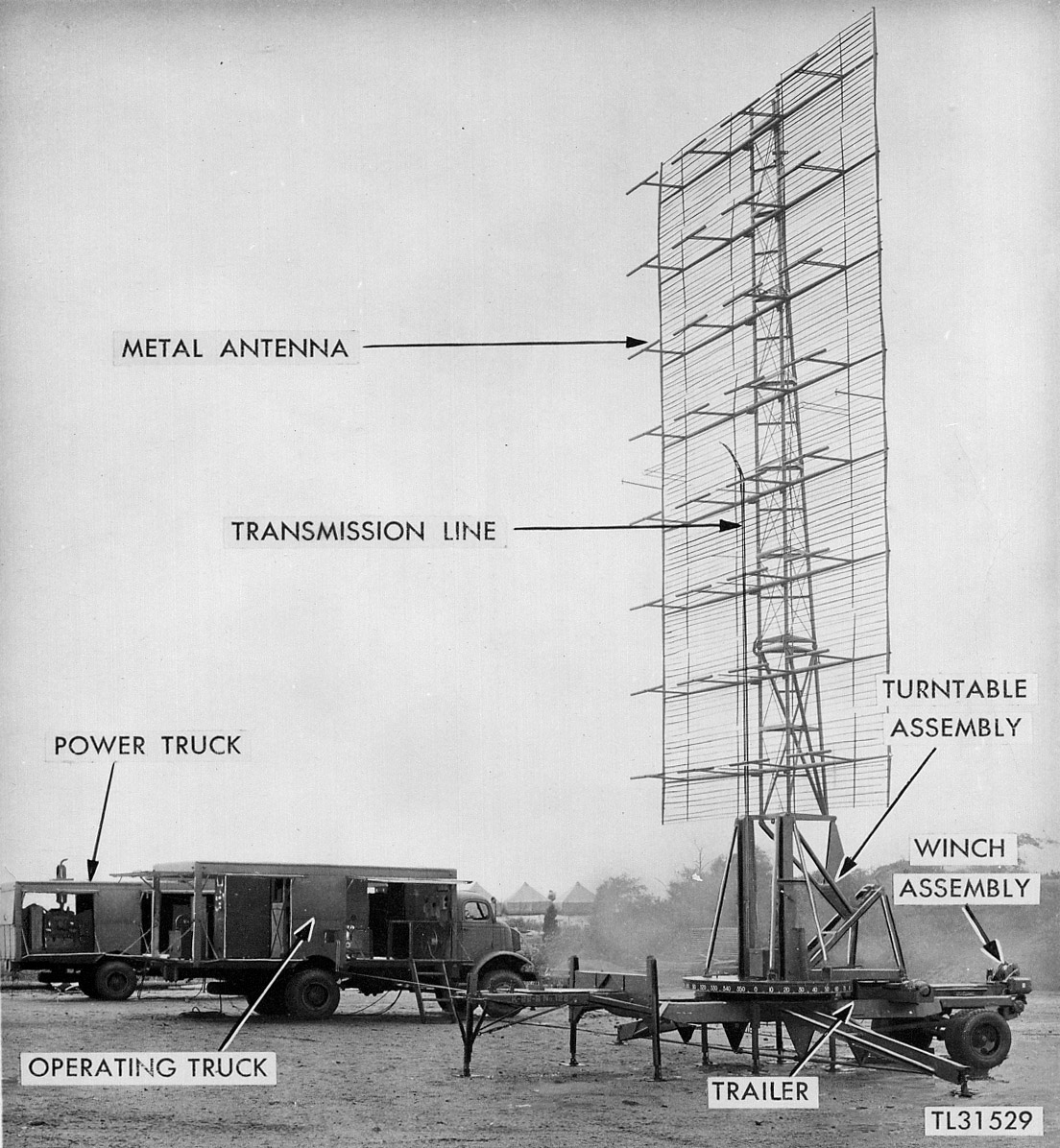
Saville fue un defensor temprano del radar como el conjunto SCR-270.

Seville entró a la Escuela de Comando y Estado Mayor en el Fuerte Leavenworth, Kansas, en septiembre de 1938, y se graduó el siguiente junio. Después, fue asignado a Washington D.C, como asistente del jefe del cuerpo de aire; y asumió el papel de asistente del oficial de inteligencia y operaciones del Comando de Defensa Aérea (ADC por sus siglas en inglés) en el Campo Mitchel en marzo de 1940. Dirigido por el general de brigada James E. Chaney, el ADC tuvo la tarea de probar varias medidas de defensa aérea e hizo a Saville como el coordinador de todos los proyectos. Esta fue la primera vez que Saville fue capaz de probar e implementar sus teorías a gran escala. Las nuevas unidades del radar SCR-270 se probaron y se incorporaron en el esquema del comando, dando mayor alcance a los controladores de tierra. Maniobras del ejército llevadas a cabo en Watertown, Nueva York, en agosto de 1940 permitieron a Saville probar que los aviones de combate podían proteger un objetivo interno de ataques aéreos antes de que artillería antiaérea pudiera disparar, un resultado que dejó atónitos a observadores de alto rango del ejército.
En octubre de 1940, Saville voló a Londres con Chaney para un servicio temporal como observador aéreo militar estudiando las defensas aéreas británicas y regresó al Campo Mitchel después de dos meses para convertirse en oficial ejecutivo en Mayor temporalmente del Primer Comando Interceptor. Comenzó la elaboración de una doctrina de defensa aérea, la cual combinaba características del sistema británico con aquellas defendidas por Chennault y él mismo. Saville fue promovido permanentemente como Mayor en febrero de 1941 y desde el 25 de marzo al 12 de abril, él condujo un curso intensivo en defensa aérea dado a un grupo de combate de 60 personas, incluyendo a Kenneth P. Bergquist,  postulado al ala de combate de Hawái. En agosto de 1941, Saville regresó a Londres y observó las medidas de defensa aérea británicas hasta diciembre de 1941. Durante este tiempo, el borrador de la Doctrina de Defensa Aérea de Saville fue revisada por la USAAC, pero esta no fue aprobada, ni publicada. La propuesta de defensa de Saville involucraba una rigurosa coordinación de veinticuatro horas entre observadores en la tierra, instalaciones da radar, y puestos de mando centralizados para filtrar informes a las fuerzas de defensa que consiste en baterías antiaéreas de artillería, globos de barrera y alas de combate. Extraordinariamente, Saville propuso que las alas de combate involucradas en defensa aérea estarán completamente separadas de las alas de combate que hacen ataques contras las fuerzas aéreas enemigas.

## Segunda Guerra Mundial
Después del ataque a Pearl Harbor, Saville fue asignado a las Fuerzas Aéreas del Ejército de Estados Unidos (USAAF, por sus siglas en inglés) en Washington como director de la defensa aérea del país, que consideraba inadecuada debido al gran aumento de interés civil en la defensa aérea, la mayor parte de la Doctrina de la Defensa Aérea no fue publicada por Saville, sino que fue copiada en las circulares de formación del Departamento de Guerra N.º 70 y 71, publicado nueve y once días después de Pearl Harbor, respectivamente. Estos materiales de entrenamiento enfatizaban en comandos regionales y controles de defensa aérea. Comandantes de grupo de combate eran para dirigir los esfuerzos de los oficiales de artillería antiaérea —una de las sugerencias de Saville que habían sido un punto de fricción, resistido por los artilleros. Antes de que estos planes fueran implementados, el pionero de radares británicos, Robert Watson-Watt, inspeccionó las defensas de la Costa Oeste y la encontró «peligrosamente insatisfactoria», una confirmación a la evaluación de Saville. Saville encontró el informe de Watson-Watt «una dura crítica a nuestro servicio de alerta general».
Saville fue nombrado teniente coronel el 5 de enero de 1942. Al abordar el problema de la defensa aérea en la zona del Canal de Panamá, Saville unió a los matemático y expertos en defensa militar para organizar el primer grupo de Investigación de Operaciones en el Cuerpo del Aire, siguiendo dos grupos formados por la Armada de los Estados Unidos. Saville fue promovido a General Brigadier el 2 de noviembre.
Una vez claro que el territorio de los Estados Unidos no estaba en peligro de ser atacado por unidades aéreas del enemigo, la experiencia de Saville en defensa aérea no era necesaria. En marzo de 1943, Saville fue nombrado Director de Desarrollo Táctico en la Escuela del Ejército de la Fuerza Aérea de Táctica Aplicada (AAFSAT, por sus siglas en inglés) en Orlando, Florida, donde reorganizó la Comisión del Ejército de la Fuerza Aérea el 2 de julio de 1943. La estructura de Saville puso un desarrollo táctico y estratégico en condiciones iguales, y se juntó a los esfuerzos del Jefe de Estado Mayor del Aire de Operaciones, Compromisos y Requisitos (OC & R, por sus siglas en inglés), el Comando de Tierra de Prueba y la Escuela de Tácticas Aplicadas. Saville ayudó al AAFSAT con el desarrollo de doctrinas y tácticas de defensa aérea, y así mismo con la prueba de equipos y métodos de defensa aérea.

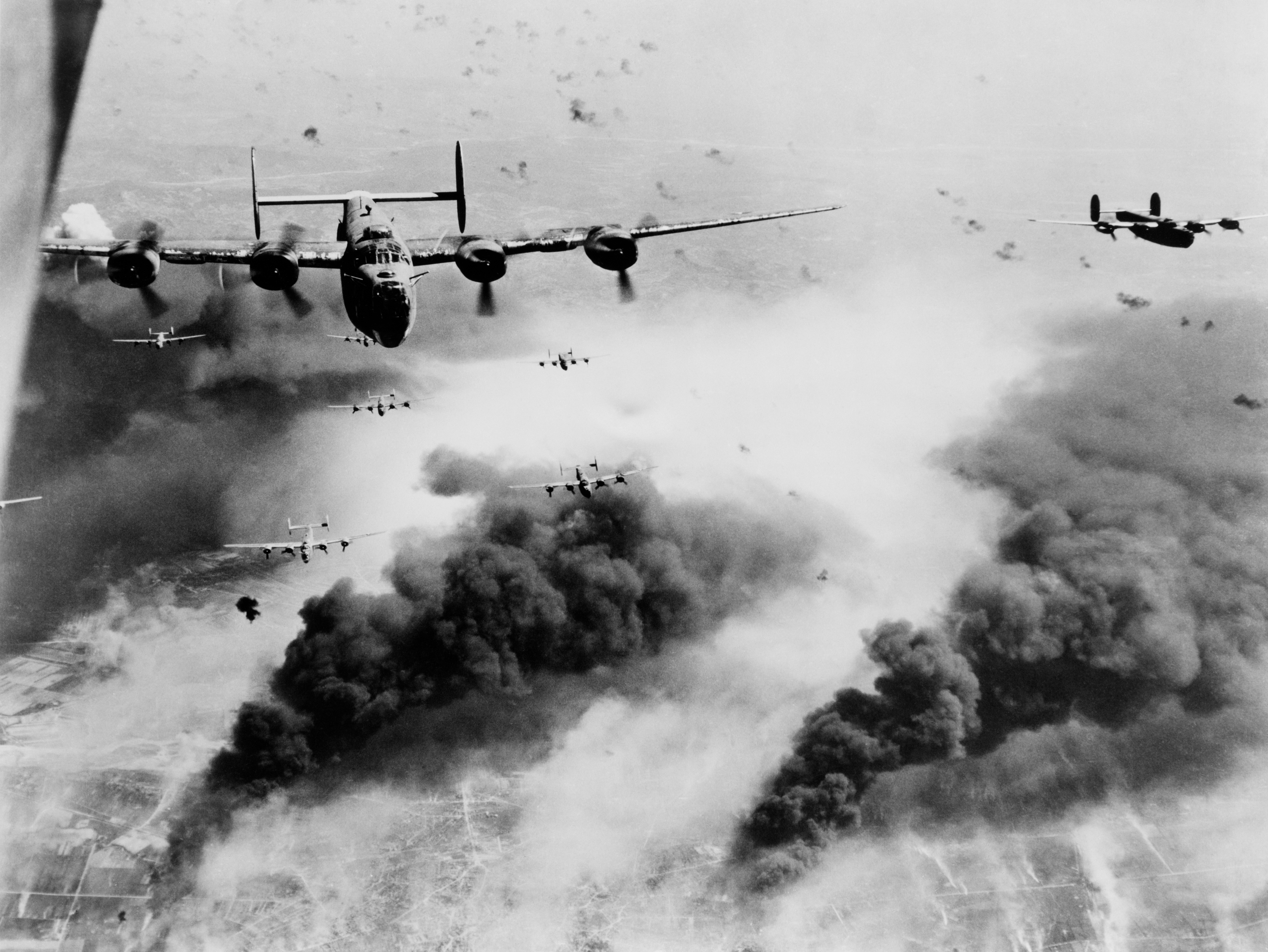
Saville pensó que la Operación Tidal Wave era un plan "suicida".

Ese mismo mes, fue ordenado a la Campaña en África del Norte, donde sirvió como jefe de personal del Comando Aéreo del Mediterráneo. Bajo Carl Andrew Spaatz, Saville argumentó en contra de los planes de la Operación Tidal Wave en agosto, los ataques en refinerías de petróleo en Ploieşti. Después de que la operación resultó en fuertes bajas estadounidenses con poco efecto sobre la producción de petróleo, Saville describió esto como una "cosa maldita... ridícula y suicida." 

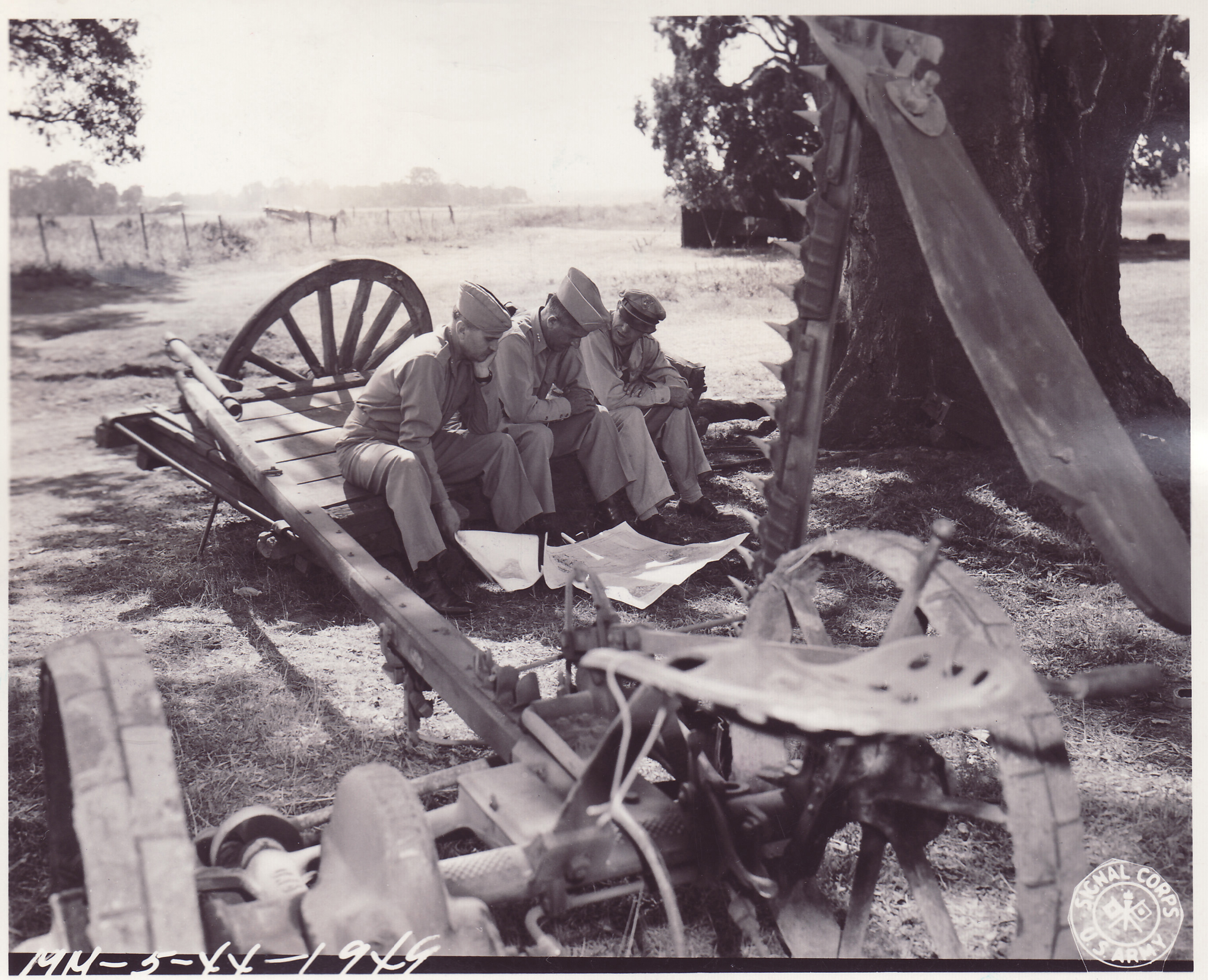
Conferencia Oficial Genera en Córcega en junio de 1944: Saville (a la izquierda) junto a Jacob L. Devers y John K. Cannon en la planificación de la invasión del Sur de Francia.

En octubre de 1943, Saville fue nombrado Comandante del XII Mando de Caza (XXII Comando Táctico Aéreo), y en enero de 1944 fue nombrado Segundo Comandante del XII Comando de Apoyo Aéreo (XII Comando Aéreo Táctico) en el Mediterráneo. Allí, Saville alcanzó una coordinación estrecha entre el poder aéreo y la infantería. Las tácticas usadas por Saville fueron empleadas de nuevo en la Invasión de Normandía, con aviones de combate limpiaron unidades enemigas desde carreteras detrás de las líneas del frente. Saville participó en la Operación Strangle, el esfuerzo para negar carreteras y ferrocarriles a las columnas de suministro alemanas. En esto, Saville fue muy crítico con la inexactitud de los bombardeos a gran altitud; escribió en privado a un amigo en abril: «La cantidad de esfuerzo que desperdiciamos en tratar de golpear las vías férreas y los puentes es simplemente fantástica»." Saville fue ascendido a general de división el 30 de junio de 1944, distinguiéndose durante la Operación Dragoon, la invasión el Sur de Francia. Asumió el mando de la Primera Fuerza Aérea Táctica en enero de 1945.
Al mes siguiente, Saville regresó a Estados Unidos, para una asignación temporal en la sede de la USAAF, y en marzo de 1945, se convirtió en comandante del III Mando Aéreo Táctico, en el Campo Barksdale. Dos meses después, fue nombrado comandante del Comando de Transporte Aéreo.

## Guerra Fría
En enero de 1947, Saville fue enviado a Brasil para servir como jefe de la Sección de Aire de la Comisión Militar de la Unión Brasil- Estados Unidos, colocada en la Embajada Estadounidense en Río de Janeiro. Saville tomó a su familia para viajar con él a Brasil; donde registró a su hija en la Escuela Estadounidense de Río de Janeiro, donde ella se graduó de la escuela secundaria en junio. Durante este tiempo, la USAAF se reformó como un centro de asistencia independiente; Fuerza Aérea de los Estados Unidos (USAF).

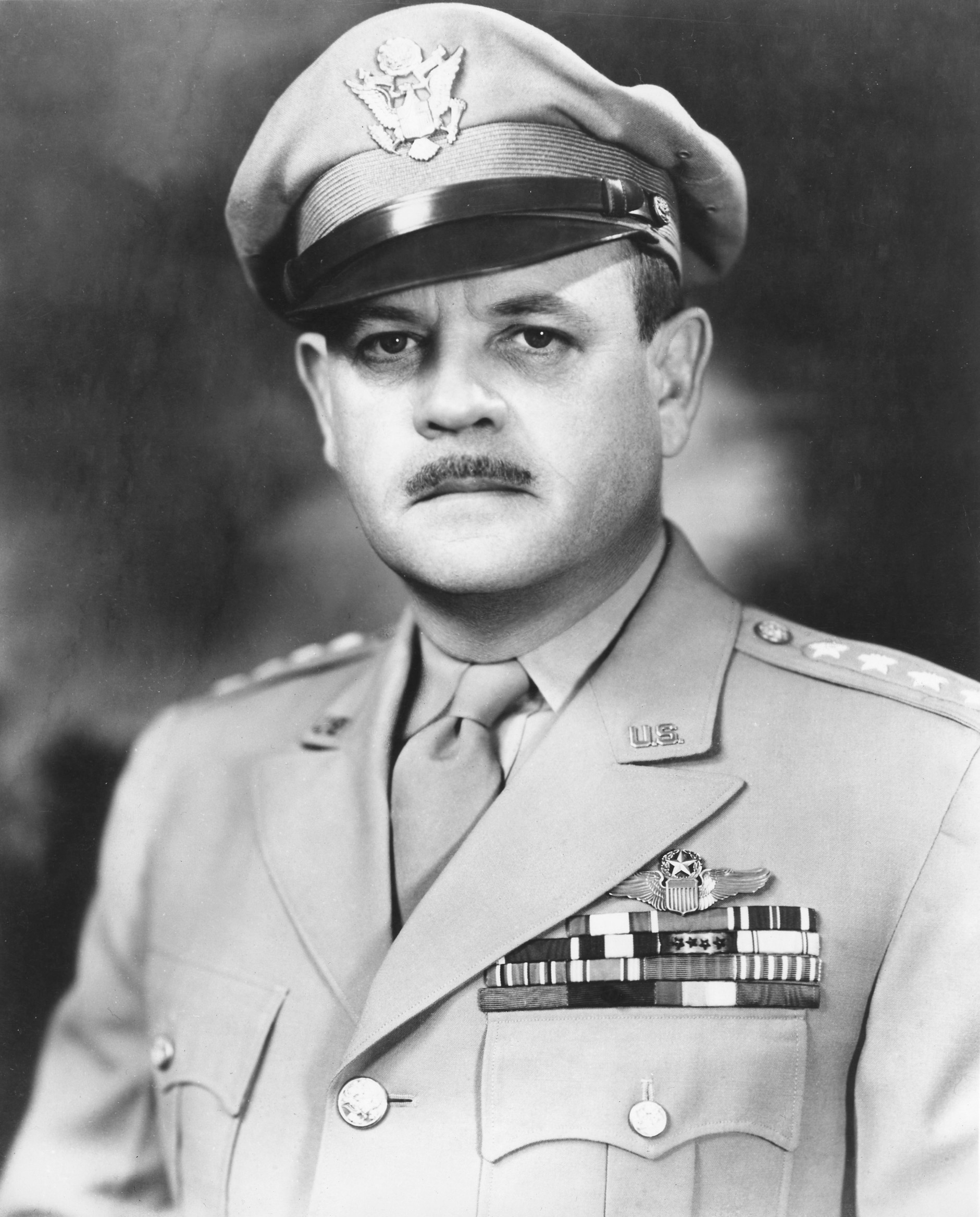
Muir S. Fairchild insistió a Saville para trabajar con las Defensas Aéreas de los Estados Unidos.

En mayo de 1948, Muir S. Fairchild se hizo Vicejefe de personal de la USAF. Al inicio del desarrollo de la Guerra Fría y la amenaza de bombardeos de largo alcance soviéticos, Fairchild determinó que la experiencia de Saville era críticamente necesaria.  Fairchild ordenó que Fairchild, la autoridad superior de Estados Unidos en defensa aérea y una mentalidad pragmática y científica, regresara a los Estados Unidos en junio de 1948, para la asignación de la sede de la ADC en la Base Aérea Mitchel.
Saville evaluó el plan ambicioso del Radar Fence del General de División Francis L. Ankenbrandt, que recientemente había fallado en el Congreso porque era muy caro en mano de obra y materiales, y se tomaría mucho tiempo para ponerlo en su lugar. Fairchild y Saville determinados en idear un plan de defensa de radar más práctico, uno que pudiera evitar los métodos de lenta aprobación previamente establecido. Al asistir en que su plan tendría éxito, Saville se enfureció con otros oficiales quienes esperaban a tener una opinión de la defensa aérea; él decía, "Yo no estaba yendo a hacer cola para esperar." Primero se enfocó en el fundamento de los sistemas de radar y concluyó que los Estados Unidos deberían gastar $116 millones en 1949 y 1950 para construir 75 sitios para radares y 20 centro de control en el territorio continental de Estados Unidos, con más de 10 sitios con radar enfrente de la Unión Soviética desde el Territorio de Alaska, controlado a través de un centro territorial. Los sitios con radar principalmente estarían compuestos por unidades de microondas más viejos que la era de la Segunda Guerra Mundial, pero estás estarían mejoradas por algunas unidades de radares avanzados, cuidadosamente posicionados. Apodado el Plan Lashup, este tuvo alrededor de 20% del costo del Plan Radar Fence de Ankenbrandt y fue más flexible en términos de futura expansión.
En septiembre, Saville le dijo al Secretario de Defensa, James Forrestal, al Secretario de la Fuerza Aérea, Stuart Symington y al personal de la Fuerza Aérea que las defensas aéreas de los Estados Unidos eran totalmente inadecuadas. Los Jefes de Estador Mayor de acuerdo en que la defensa aérea era segunda en importancia solo a una fuerza fuerte de represalia, una vez que pudieran poner pausa a un agresor. En noviembre, Saville fue nombrado comandante general de la ADC. Trabajó para combinarla con el Comando Táctico Aéreo (TAC, por sus siglas en inglés) para formar la columna vertebral de la Organización del Comando Aéreo Continental (CONAC, por sus siglas en inglés). En febrero de 1949, Saville actualizó la Comisión de Fuerzas Armadas en la necesidad de radares de defensa aérea, y en marzo el Plan Lashup fue aprobado por el Congreso.

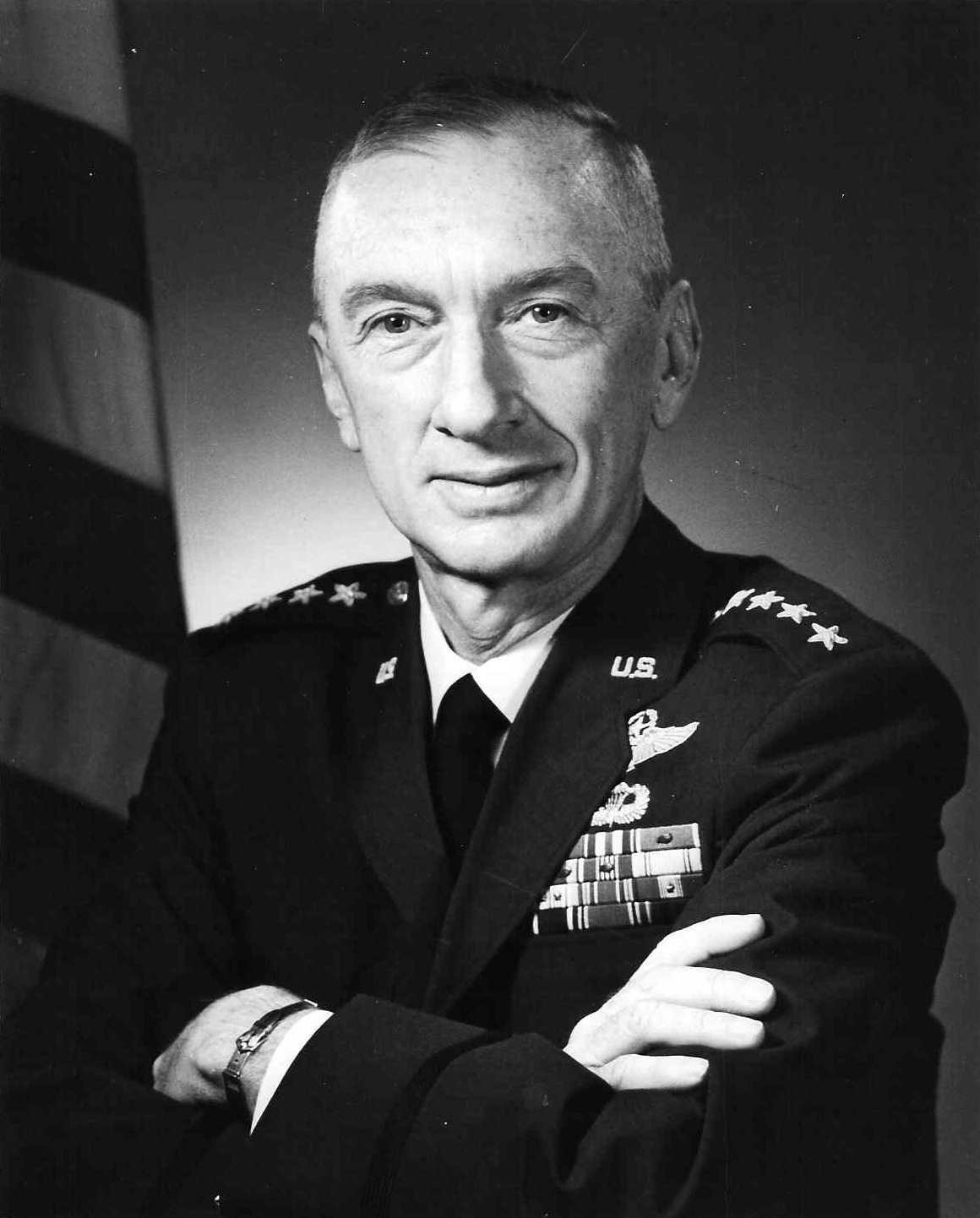
Bruce K. Holloway ayudó a Saville con las defensas de combate.

Antes a mediados de 1948, Saville preguntó al Coronel Bruce K. Holloway para evaluar las capacidades existentes de defensa de aviones de combate. Holloway se asoció con el General de División William E. Kepner, Comandante del campo de pruebas de Aire en la Base de Fuerza Aérea Eglin, para medir el rendimiento del interceptor bajo condiciones realistas. Las pruebas mostraron que el Northrop P-61 Black Widow, el Lockheed P-80 Shooting Star y el North American F-82 Twin Mustang, entonces en servicio, eran completamente inadecuados para detener los ataques de bombarderos a gran altitud o en malas condiciones climáticas. Fairchild aprendió de sus errores y formó un equipo para evaluar dos prototipos de interceptores, el Northrop XP-89 Scorpion y el Curtiss-Wright XP-87 Blackhawk, en octubre de 1948. Como miembro del equipo, Holloway estaba decepcionado con el rendimiento de los prototipos y recomendó que ambas aeronaves serían rechazadas para la defensa aérea. Fairchild canceló la máquina Curtiss, pero la Northon, la "mejor de un lote pobre", fue llevada a servicio inmediato. Holloway and Saville coincidieron en que los Estados Unidos necesitaba un combatiente que pudiera despegar en condiciones "cero-cero" de no visibilidad y ellos sintieron que dicho diseño no debería estar en producción hasta 1954, cuando los soviéticos esperaban tener flotas de bombarderos. Hasta entonces, se buscó una solución provisional. En una reunión en una reunión de Altos Mandos de la USAF, Saville recomendó que el North American F-86 Sabre sería adquiridos en cantidad, porque en su opinión este era el mejor combatiente actualmente para la defensa aérea. EL gobierno rápidamente ordenó 124 F-86D, como un comienzo.
En abril de 1949, el general Ennis Whitehead fue puesto al cargo de la CONAC. Él ideó sus propios métodos de comando en lugar de los establecidos por Saville, haciendo que el papel de Saville como Jefe de Defensa Aérea fuera redundante. En apoyo a Saville, el coronel Jacob E. Smart, asistente del comandante de la USAF, Henry H. Arnold, escribiera que los métodos poco ortodoxos de Saville desde el final de la Segunda Guerra Mundial proporcionaron "los únicos resultados tangibles hacia la construcción de un sistema de defensa aérea" que cualquier otro. Smart dijo que Saville, aunque fuera una "espina al lado de muchas personas" debería ser acreditado por todo el reciente progreso en la defensa aérea de los Estados Unidos. Saville fue movido a la planificación e investigación de operaciones de la defensa aérea a largo alcance. En septiembre de 1949, Arnold fijo a Saville como titular de la recientemente establecida Dirección de Requerimientos en la Oficina del Jefe Adjunto del Estado Mayor de Operaciones en la sede de la USAF. Para equipar un caza que pudiera defenderse de la nueva amenaza representada por los bombarderos nucleares soviéticos, Saville inició un curso de diseño para un Sistema Control de Fuego (FCS, por sus siglas en inglés) cuyo nombre en código era MX-1179, la base de un sistema guiado misil aire-aire, lo suficientemente simple para que pudiera ser operado solo por un piloto en combatiente supersónico en lugar de por un oficial de armas sencillas. El concepto de combate propuesto se refiere como el interceptor de 1954, lo que resulta directamente en el Convair F-102 Delta Dagger de 1956, y de otros modelos de combatientes indirectamente. Saville estaba menos preocupado con los detalles de aeronaves que con el sistema de armas; con respecto a la FCS, dijo: «Cuando el sistema esté desarrollado, vamos a poner aluminio alrededor de él, pondremos motores en él, y un piloto correrá el aluminio, y ese será el interceptor».

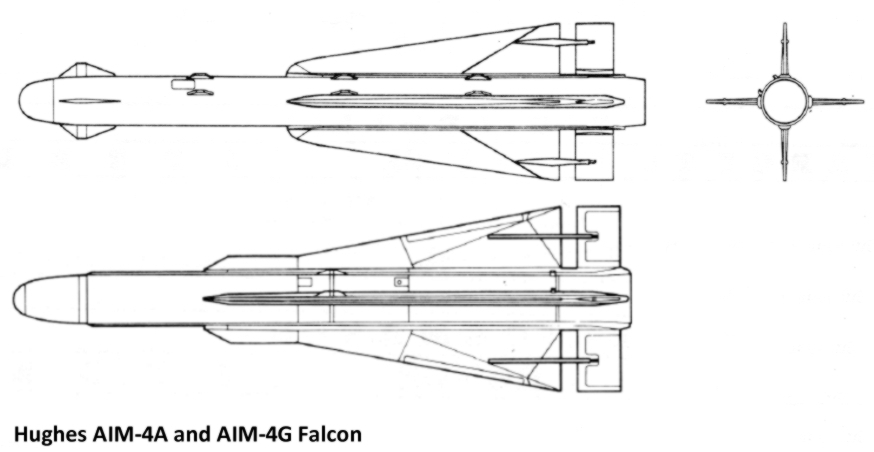
Modelo inicial y final del AIM-4 Falcon

A partir de algunos diseños de la compañía, Saville eligió el Hughes Aircraft para hacer la FCS. Saville trabajo en estrecha colaboración con el doctor Ruben F. Mettler de Hughes, para diseñar la estrategia deseada del sistema de armas y para describir las tácticas de combate esperados. Esta arma finalmente se desarrollaría como el Falcon AIM-4 después de muchas recomendaciones por Saville. El Falcon fue utilizado con éxito durante más de una década, empezando en 1956. El diseño de un avión en torno a un sistema de armas fue algo que Saville había sido testigo en el desarrollo del Aircobra P-39 de Bell alrededor de un gran cañón automático, pero refinado aún más en concepto y el hecho que sea un requisito para los contratistas del gobierno, es una práctica que se sigue en la actualidad. Saville puso fin a los objetivos de diseño específicos en las soluciones de aviones de Requeridos para Propuesta (RFPs por sus siglas en inglés); en cambio, se informó a los diseñadores potenciales sobre los requisitos generales y se discutió con ellos los problemas de la defensa de aeronaves por resolver.
A principios de 1950, Saville sirvió en el Grupo Interdepartamental de Requerimientos Operacionales de Misiles Guiados (GMIORG, por sus siglas en inglés), un comité militar y civil encargado con la coordinación de investigaciones en misiles guiados, así como en el desarrollo de tácticas y estrategias en general. En su papel como Subjefe del Personal de la USAF para el desarrollo, Saville ayudó al trabajo de misiles directos, pero pronto se remplazó a sí mismo en la GMIORG por el General de División Robert M. Lee, comandante del TAC. Saville estaba más interesado en misiles guiados aire-aire que en los misiles balísticos con base en tierra, que se convirtió en el foco de la comisión.
Saville y Fairchild fueron al congreso en 1950, y obtuvieron $114 millones para el desarrollo de una computadora electrónica basada en sistemas de defensa aérea, un proyecto liderado por George E. Valley Jr., quien era un físico del Instituto Tecnológico de Massachusetts. La computadora, llama Whirlwind, ayudó a la USAF para desarrollar el sistema de defensa aérea Semi Automatic Ground Environment (SAGE, por sus siglas en inglés).
En marzo de 1950, Fairchild murió. Fairchild había abogado por Saville en la USAF, y Saville había utilizado la influencia de Fairchild como un escudo para "hacer las cosas", de acuerdo con Smart. Durante el proceso, Saville había hecho suficientes enemigos en el Estado Mayor del Aire para darse cuenta de que la ausencia de Fairchild limitaría en gran medida su promoción profesional. Él comenzó a planear su retiro, terminando los proyecto que tenía en curso, y primero seleccionando a continuación la preparación de su reemplazo: el general de brigada Laurence C. Craigie. En junio de 1950, Saville dio una conferencia sobre la defensa aérea mientras se preveía que podría ser capaz de destruir 60% de la fuerza de bombarderos de ataque, pero resultados realistas estarían cercanos a la reducción de un 30%. Saville hizo hincapié en la necesidad de una mejor inteligencia respecto a las capacidades defensivas del poder aéreo soviético, para incrementar la precisión de las predicciones de defensa aérea.
A finales de 1950, el Jefe se la USAF, el científico Louis Ridenour inició el Proyecto Charles en la MIT para estudiar los problemas de la defensa aérea. El estudio determinó que los métodos de Vallet eran la mejor opción. En mayo de 1951, el proyecto se reformó al Proyecto Lincoln para investigar los métodos de reconocimineot inusuales; este grupo se reunió en Beacon Hill, Boston, y se convirtió como el Grupo de Estudio de Beacon Hill. Saville amplió el grupo por 15 hombres renombrados al proyecto, todos ellos expertos en sus campos, incluyendo Edwin H. Land, James Gilbert Baker, Edward Mills Purcell, Richard Scott Perkin y al Coronel de la USAF Richard S. Leghorn. El proyecto dio lugar a la creación del Laboratorio Lincoln, un proyecto de investigación y desarrollo de proyectos del Departamento de Defensa.

## Carrera civil
En Diario del Ejército, Armada y Fuerza Aérea, Saville anunció el compromiso de su hija Ina Gordon Saville con James R. Pitts, un cadete de West Point. Ina se graduó del Colegio de William y Mary en 1951, con un título en inglés, después se casó con Pitts el 17 de junio. En julio de 1951, Saville se retiró de la USAF.

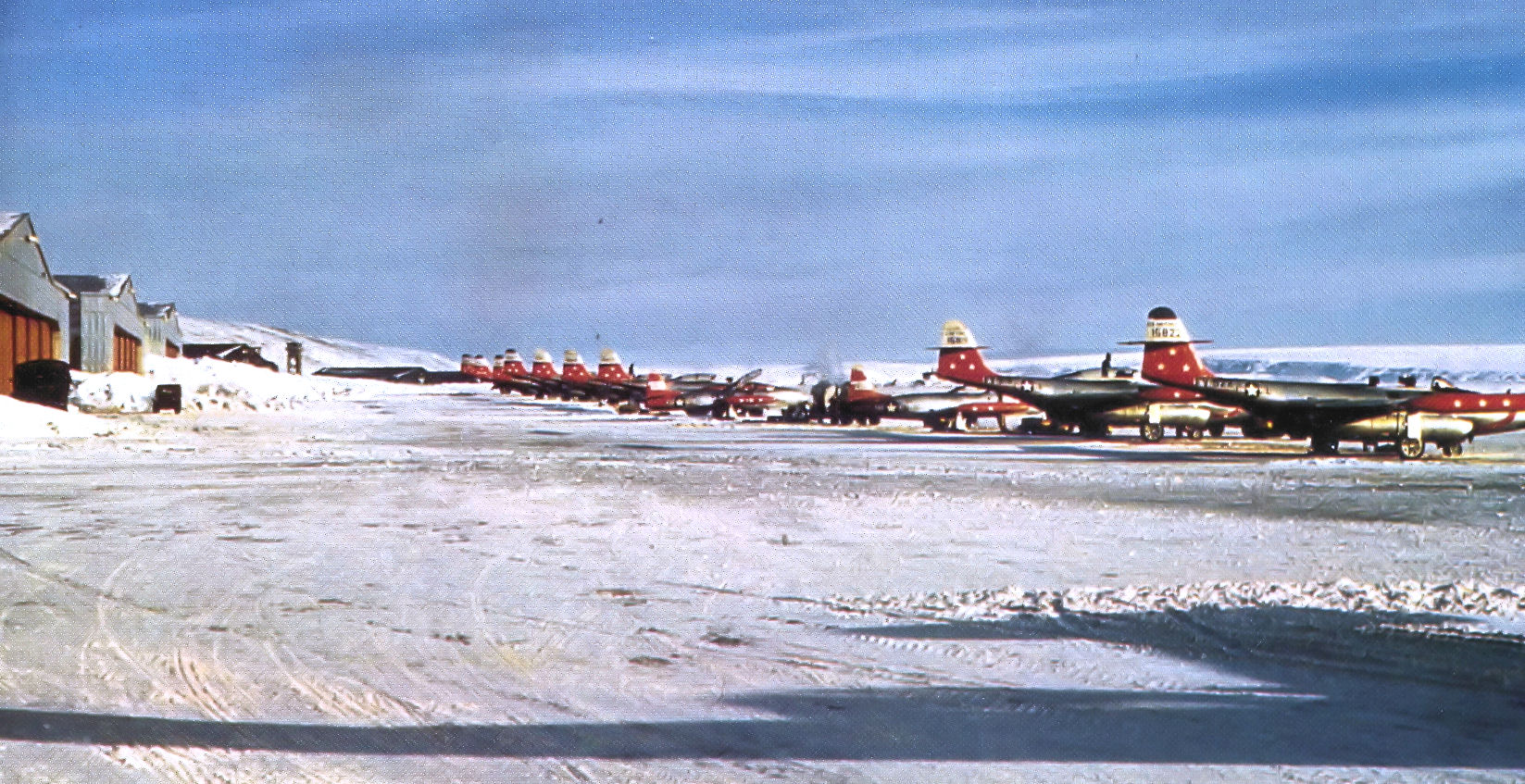
Base de la Fuerza Aérea Thule era una de las bases más grandes que Saville aprobó para aumentar las defensas aéreas de Estados Unidos.

Saville fue invitado para unirse en noviembre de 1952 a un vuelo comercial experimental de Los Ángeles a Copenhague, para volar a Dinamarca en un Scandinavian Airlines System (SAS) DC-6B llamado Arild Viking, deteniéndose primero en Edmonton, Canadá, después en la nueva Base de la Fuerza Aérea Thule, en Groelandia, la cual Saville había previamente aprobado para mejorar su construcción. El plan de vuelo de 28 horas, 5,940 millas (9560 km) fue pionero en una ruta polar para SAS. Saville acompañado por el Coronel Bernt Balchen, de nacido en Noruega, era comandante de la Base de la Fuerza Aérea Thule.
En 1952, Saville escribió un artículo para la Revista de la Fuerza Aérea, describiendo una fuerte defensa aérea como un elemento esencial para la prevención de las guerras. Dijo que «solo un tonto podría correr hacia un avispero de la oposición»." Sin embargo, destacó que una defensa aérea ideal nunca podrá tener éxito en la prevención de un ataque por sí mismo. Se requiere una fuerza potente de contrataque.
En diciembre de 1954, Saville celebró el matrimonio de su hijo aviador Edward con Lettice Lee von Selzam, una debutante de Wisconsin. El hijo menos de John Saville fue el padrino. Edward era un teniente de la Fuerza Aérea y entre los ocho ujieres de la USAF, otro cinco eran tenientes.
Saville fue contratado en noviembre de 1954, para trabajar para Ramo-Wooldridg, una empresa formada por el equipo de FCS en Hughes. Saville se convirtió en Director de Requerimientos Militares, una nueva posición a la medida de si fondo único. En este papel de enlace, Saville se reunía regularmente con líderes militares para asegurarse que los proyectos de Ramo-Wooldrige respondían a las necesidades de la defensa de Estados Unidos. Cuando Thompson Products se fusionó con Ramo-Woodridge para formar TRW, Saville se convirtió en Vicepresidente de la compañía. Saville se retiró en 1953, y se convirtió en consultor de TRW y otras agencias del gobierno. A mediados de 1960, Saville invirtió en fincas ganaderas, a lo que calificó como una "tercera carrera", como ganadero. Fue invitado a participar en un panel de discusión en la conferencia anual sobre Asuntos Mundiales en 1966.

## Muerte y legado
Saville murió el 31 de enero de 1984. Sus cenizas están enterradas en el Cementerio Nacional de Arlington. Su esposa, Ina Hards Saville, murió el 1995, y sus cenizas fueron enterradas junto a las de Saville.
En su carrera, Saville fue reconocido con la Medalla de Servicio Distinguido con hojas de roble, la Legión de Mérito, la Cruz de Vuelo Distinguido, la Medalla de Estrella de Bronce y la Medalla del Aire. Fue clasificado como un Piloto al Mando, Observador de Combate, Observador de Aviones y Observador Táctico.
La hija de Saville, Ina, tuvo cuatro hijas en la década de 1950 y murió en 2005. Edward, hijo de Saville, tuvo dos hijos y una niña. Se retiró de la USAF con el rango de Teniente Coronel y vive en Beaufort, California del Sur. Su esposa "Letty" murió en el 2000.